# Artpop
Artpop és el quart àlbum de l'artista novaiorquesa Lady Gaga, publicat el dia 11 de novembre de l'any 2013. El disc va arribar precedit pels senzills «Applause», «Venus», «Do What U Want» i «Dope».
Tot i que Lady Gaga ja va desvelar el títol del disc i algunes cançons durant l'any 2012, no va ser fins al dia 12 de juliol de 2013 quan va anunciar oficialment Artpop. Es podria reservar a partir de l'1 de setembre i el seu primer senzill oficial, «Applause» hauria d'haver sortit el dia 19 d'agost.
Finalment va ser el 12 agost quan «Applause» va veure la llum, ja que a causa de la filtració de la cançó va haver-se d'avançar el seu llançament. Una setmana més tard es va estrenar el videoclip. Aquest senzill va ser promocionat en un gran nombre de programes de televisió.
L'1 de setembre Lady Gaga va obrir l'iTunes Festival a Londres, on va estrenar un gran nombre de cançons del disc, entre les quals «Aura», «Manicure», «Sexxx Dreams» o «Swine». Abans que es posés a la venda Artpop, va publicar tres senzills més: «Venus», «Do What U Want» i «Dope». «Venus» va ser programat com segon senzill oficial, però finalment es va decidir que la cançó promocionada com a tal seria «Do What U Want». «Dope» era una nova versió d'«I Wanna Be With Yo»u, que fou estrenada a l'iTunes Festival.
La nit de la publicació del disc, va tenir lloc un altre esdeveniment anomenat ArtRave on es van presentar moltes cançons del disc per primera vegada i que va ser enregistrat professional. Aquell cap de setmana va actuar a SNL presentant «Gypsy» i «Do What U Want» amb R Kelly.
Lady Gaga i R Kelly van filmar un videoclip per «Do What U Want», dirigit per Terry Richardson que va acabar no veient la llum. Al mes de març del 2014, es va presentar el film d'Artpop, que servia de videoclip per «G.U.Y», però que també incloia Artpop i «Venus», així com «Manicure» durant els crédits.

## Concerts promocionals
- iTunes Festival. L'1 de setembre Lady Gaga va actuar a l'iTunes Festival de Londres on va estrenar un gran nombre de cançons que formarien part del disc.
- ArtRave. La nit abans de la publicació del disc, va tenir lloc aquest esdeveniment a Brooklyn. Abans del concert va tenir lloc una roda de premsa on Lady Gaga va presentar el seu projecte Volantis, un vestit volador. Gaga va interpretar un total de nou cançons, i el concert va ser enregistrat.
- SXSW. El 13 de març Lady Gaga va actuar en aquest festival. La actuació de «Swine» va resultar especialment polèmica, ja que la va acompanyar l'artista Millie Brown, qui va vomitar-li a sobre.
- Roseland Ballroom. Lady Gaga va fer una sèrie de set concerts a la sala Roseland Ballroom, entre el mesos de març i abril de 2014. És totalment diferent tant de l'ARTRave de la nit del llançament del disc com de la gira mundial del mateix nom.
- Artrave: The Artpop Ball, gira entre maig i novembre. Va passar per Catalunya el 8 de novembre al Palau Sant Jordi de Barcelona.[4][5] Va acabar la gira amb el concert del 24 de novembre a París, que es va emetre en directe arreu del món.